# GHV2
GHV2 (Greatest Hits Volume 2 – в превод: „Най-големите хитове – втора част“) е вторият албум на Мадона от 2001, компилиращ най-големите ѝ хитове. Предишният такъв е The Immaculate Collection от 1990.
GHV2 излиза точно единайсет години след The Immaculate Collection и включва най-големите хитове на Мадона от 90-те, обхващайки всичко от Erotica (1992) до What It Feels Like For A Girl (2001), но за разлика от предшественика си, без нови песни.
Повечето от песните в GHV2 намират място в албума не в оригиналния си вариант. Както и в The Immaculate Collection, в диска няма достатъчно място и в компилацията не са включени голяма част от големите сингли от периода. В интервю на журналиста Джо Уайли от BBC Мадона казва защо е избрала именно тези песни: „Избирах само песни, които мога да слушам поне повече от 5 последователни пъти.“.

## Списък на песните

### Оригинален траклист
1. Deeper and Deeper – 4:54
2. Erotica – 4:33
3. Human Nature – 4:31
4. Secret – 4:30
5. Don't Cry for Me Argentina – 4:50
6. Bedtime Story – 4:07
7. The Power of Good-Bye – 4:11
8. Beautiful Stranger – 3:57
9. Frozen – 5:09
10. Take a Bow – 4:31
11. Ray of Light – 4:35
12. Don't Tell Me – 4:40
13. What It Feels Like for a Girl – 4:44
14. Drowned World/Substitute for Love – 5:09
15. Music – 3:45

### GHV2 Remixed: The Best of 1991 – 2001
1. What It Feels Like for a Girl (That Kid Chris Caligula 2001 Mix) – 9:51
2. Don't Tell Me (Timo Maas Mix) – 6:56
3. Drowned World/Substitute for Love (BT & Sasha Bucklodge Ashram Mix) – 9:27
4. Human Nature (Bottom Heavy Dub) – 7:56
5. Frozen (Calderone Extended Club Mix) – 11:17
6. Erotica (Masters at Work Dub) – 4:50
7. Deeper and Deeper (David's Klub Mix) – 7:39
8. Ray of Light (Calderone Club Mix) – 9:30
9. Beautiful Stranger (Calderone Club Mix) – 10:12
10. Bedtime Story (Luscious Dub Mix) – 7:40
11. Secret (Junior's Sound Factory Dub) – 7:58
12. Music (HQ2 Club Mix) – 8:50